# Martin Breunig
Martin Phong Ni Watt Breunig (* 18. Februar 1992 in Leverkusen) ist ein deutsch-thailändischer Basketballspieler auf den Position des Flügel- und Centerspielers. Er ist 2,03 Meter groß und steht beim Bundesligisten Mitteldeutscher BC unter Vertrag.

## Spielerlaufbahn
Breunig, Sohn einer thailändischen Mutter und eines deutschen Vaters, spielte Fußball beim SV Schlebusch, ehe er zum Basketball kam. Im Bereich U14 wechselte er in die Jugendabteilung des TSV Bayer 04 Leverkusen. Für seinen Heimatverein spielte er bis 2010, unter anderem an der Seite von Mathis Mönninghoff, Tim Unterluggauer und Till-Joscha Jönke in der U19-Bundesliga NBBL. Er entschied sich, seine Karriere in den Vereinigten Staaten fortzusetzen. In der Saison 2010/11 gehörte Breunig zur Mannschaft der St. John’s Northwestern Military Academy in Delafield (Bundesstaat Wisconsin) und wechselte anschließend an die University of Washington, wo er von 2011 bis 2013 studierte und spielte. Dann veränderte er sich in Richtung University of Montana und streifte ab der Saison 2014/15 das Trikot der „Grizzlies“ über, nachdem er aufgrund der NCAA-Wechselregularien in der Spielzeit 2013/14 nicht zum Einsatz kommen durfte.
Während Breunig bei Washington Ergänzungsspieler war, schlug er bei Montana voll ein und machte nachdrücklich als Leistungsträger auf sich aufmerksam. In seinen zwei Spieljahren erzielte der Leverkusener so viele Punkte für Montana wie kein anderer Akteur der „Grizzlies“ innerhalb von zwei Jahren vor ihm, wurde in beiden Saisons zum besten Spieler seiner Mannschaft gekürt und ebenfalls zwei Mal ins Team des Jahres der Big-Sky-Conference berufen.
Mit Ablauf der Saison 2015/16 endete Breunigs Universitätszeit in den USA, er schlug eine Profilaufbahn ein und unterzeichnete im Juni 2016 einen Zweijahresvertrag beim Bundesligisten MHP Riesen Ludwigsburg. Dieser Vertrag wurde jedoch bereits nach einem Jahr wieder aufgelöst, Breunig wechselte innerhalb der Liga zu den Telekom Baskets Bonn. In Bonn entwickelte sich Breunig zur Stammkraft, in der Saison 2019/20 überzeugte er in 17 Bundesliga-Spielen mit Mittelwerten von 13,5 Punkten sowie 4,6 Rebounds je Begegnung.
Im Juli 2020 sicherte sich Bundesligist EWE Baskets Oldenburg die Dienste Breunigs. Anfang September 2022 wechselte er zum Bundesligakonkurrenten Mitteldeutscher BC. Im Februar 2025 gewann er mit der Mannschaft den deutschen Pokalwettbewerb.

## Nationalmannschaft
Breunig spielte für die deutsche U16- und U18-Nationalmannschaft. Mit der U16 gewann er 2008 die B-EM in Sarajevo, 2010 nahm er mit der U18-Auswahl an der EM in Litauen teil. Im Herrenbereich wurde er Nationalspieler Thailands. Im Mai 2023 gewann er mit der Nationalmannschaft Bronze bei den Südostasienspielen.

## Bundesliga-Statistiken

### Hauptrunde
| Saison  | Team        | G  | GS | MIN   | 2P%  | 3P%  | FT%  | TR  | AS  | ST  | BS  | PTS  |
| ------- | ----------- | -- | -- | ----- | ---- | ---- | ---- | --- | --- | --- | --- | ---- |
| 2016–17 | Ludwigsburg | 28 | 6  | 09:11 | 38.5 | 40.0 | 72.0 | 2.1 | 0.4 | 0.2 | 0.3 | 2.3  |
| 2017–18 | Bonn        | 34 | 0  | 13:09 | 55.1 | 0.0  | 81.1 | 3.3 | 0.4 | 0.4 | 0.2 | 4.7  |
| 2018–19 | Bonn        | 31 | 16 | 21:04 | 56.7 | 0.0  | 73.4 | 4.2 | 1.2 | 0.6 | 0.5 | 10.8 |
| 2019–20 | Bonn        | 17 | 15 | 22:58 | 57.5 | 50.0 | 85.5 | 4.6 | 1.7 | 0.5 | 0.2 | 13.5 |
| 2020–21 | Oldenburg   | 33 | 14 | 16:32 | 57.9 | 0.0  | 76.8 | 4.1 | 0.9 | 0.5 | 0.3 | 7.2  |
| 2021–22 | Oldenburg   | 24 | 2  | 19:43 | 57.5 | 0.0  | 76.6 | 4.3 | 0.8 | 0.8 | 0.1 | 8.5  |
| 2022–23 | Weißenfels  | 34 | 18 | 23:17 | 54.3 | 20.0 | 79.0 | 5.7 | 1.4 | 0.9 | 0.4 | 9.7  |

### Playoffs
| Saison  | Team        | G | GS | MIN   | 2P%  | 3P% | FT%   | TR  | AS  | ST  | BS  | PTS |
| ------- | ----------- | - | -- | ----- | ---- | --- | ----- | --- | --- | --- | --- | --- |
| 2016–17 | Ludwigsburg | 5 | 0  | 03:12 | 66.7 | 0.0 | 33.3  | 0.8 | 0.0 | 0.0 | 0.0 | 1.0 |
| 2017–18 | Bonn        | 3 | 0  | 12:31 | 55.6 | 0.0 | 100.0 | 2.3 | 0.0 | 0.7 | 0.3 | 4.7 |
| 2018–19 | Bonn        | 3 | 0  | 16:05 | 40.0 | 0.0 | 100.0 | 1.3 | 0.0 | 0.0 | 0.0 | 5.3 |
| 2020–21 | Oldenburg   | 4 | 0  | 13:39 | 50.0 | 0.0 | 85.7  | 2.8 | 0.3 | 0.3 | 0.0 | 6.0 |

### BBL-Pokal
| Saison  | Team       | G | GS | MIN   | 2P%  | 3P% | FT%   | TR  | AS  | ST  | BS  | PTS  |
| ------- | ---------- | - | -- | ----- | ---- | --- | ----- | --- | --- | --- | --- | ---- |
| 2018–19 | Bonn       | 2 | 2  | 25:47 | 61.9 | 0.0 | 62.5  | 3.0 | 1.5 | 0.0 | 0.5 | 15.5 |
| 2019–20 | Bonn       | 2 | 2  | 20:44 | 68.8 | 0.0 | 66.7  | 5.0 | 0.5 | 0.5 | 0.0 | 16.0 |
| 2020–21 | Oldenburg  | 2 | 0  | 12:34 | 50.0 | 0.0 | 100.0 | 2.5 | 0.0 | 0.5 | 0.0 | 6.0  |
| 2021–22 | Oldenburg  | 1 | 0  | 19:47 | 33.3 | 0.0 | 60.0  | 1.0 | 0.0 | 1.0 | 1.0 | 7.0  |
| 2022–23 | Weißenfels | 1 | 1  | 29:44 | 80.0 | 0.0 | 66.7  | 8.0 | 3.0 | 3.0 | 0.0 | 12.0 |